# Whakamoke rakiura
Whakamoke rakiura – gatunek pająka z rodziny Malkaridae i podrodziny Tingotinginae. Występuje endemicznie na Nowej Zelandii.

## Taksonomia
Gatunek ten opisany został po raz pierwszy w 2020 roku przez Gustava Hormigę i Nikolaja Scharffa na łamach Invertebrate Systematics w ramach rewizji taksonomicznej nowozelandzkich Malkaridae. Jako miejsce typowe wskazano Garden Mound na Wyspie Stewart. Epitet gatunkowy oznacza w języku maoryskim Wyspę Stewart.

## Morfologia
Samice osiągają od 4,85 do 5,17 mm, a samce 4,13 mm długości ciała. Prosoma jest ciemnobrązowa, w widoku bocznym prostokątna, pozbawiona podziału na część głowową i tułowiową. U samic prosoma ma od 1,96 do 2,1 mm długości i od 1,59 do 1,65 mm szerokości, zaś u samców 1,83 mm długości i 1,54 m szerokości. Jamka karapaksu wykształcona jest w postaci podłużnej linii osiągającej około 1/7 jego długości. Wszystkie oczy oddalone są od siebie na odległości mniejsze niż ich średnice. Oczy środkowych par rozstawione są na planie czworokąta o przedniej krawędzi tak szerokiej jak tylna. Wysokość nadustka jest od 4,1 do 4,5 razy większa od średnicy oczu pary przednio-środkowej. Szczękoczułki mają dwa zęby na krawędzi przedniej, dwa zęby na krawędzi tylnej i niewielką nabrzmiałość w części nasadowej od strony przedniej. Sternum jest tarczowate, owalne. Odnóża pierwszej pary mają uda od 1,2 do 1,4 raza dłuższe od karapaksu. Opistosoma (odwłok) ma ciemnobrązowe, silnie zesklerotyzowane skutum i brązowe dyski ze szczecinkami.
Nogogłaszczki samca mają niewiele dłuższe niż szerokie, pozbawione wyrostków i apofiz cymbium, szerokie u podstawy i zwężone ku szczytowi paracymbium, gruby, najszerszy u nasady i skręcony na szczycie embolus okrążający mniej niż połowę tegulum oraz zakrywający połowę długości embolusa wyrostek sierpowaty konduktora. Samica ma epigynum wydłużone, sercowate, na przedniej krawędzi lekko wcięte, zaopatrzone w dobrze wyodrębnioną wargę na krawędzi doogonowej. Krótkie przewody kopulacyjne prowadzą do kulistych zbiorników nasiennych o kolczastych wnętrzach, z których przewody zapładniające wychodzą ogonowo.

## Ekologia i występowanie
Pająk ten zasiedla roślinność tworzoną m.in. przez Blechnum discolor, Dacrydium cupressinum i Weinmannia racemosa. Prowadzi skryty tryb życia. Bytuje w ściółce i pod paprociami. 
Gatunek ten występuje endemicznie na Wyspa Stewart w południowej Nowej Zelandii. Znany jest tylko z okolic miejscowości Orban na północy wyspy. 